# 黑水都督府
黑水都督府，唐朝曾经设置的管理黑水靺鞨的事务的机构。
黑水就是黑龙江，黑水靺鞨分十六个部落。开元十三年（725年），安东都护薛泰请唐玄宗在黑水靺鞨内置黑水军。再以最大的部落为黑水都督府，以其首领为都督，其他诸部刺史隶属。唐朝派置长史，到其部落监领。开元十六年（728年），其都督倪属利稽赐姓李氏，名献诚，授云麾将军兼黑水经略使，仍以幽州都督为其押使，隶幽州都督。治所位于今俄罗斯哈巴罗夫斯克（伯力），辖境相当今黑龙江中下游地区。
唐玄宗时朝贡十五次。唐代宗大历年间七次，唐德宗贞元年间一次，唐宪宗元和中再来。约于815年（唐元和十年）前后，黑水都督府解体，黑水各部分别役属于渤海国。黑水都督府存约90年。

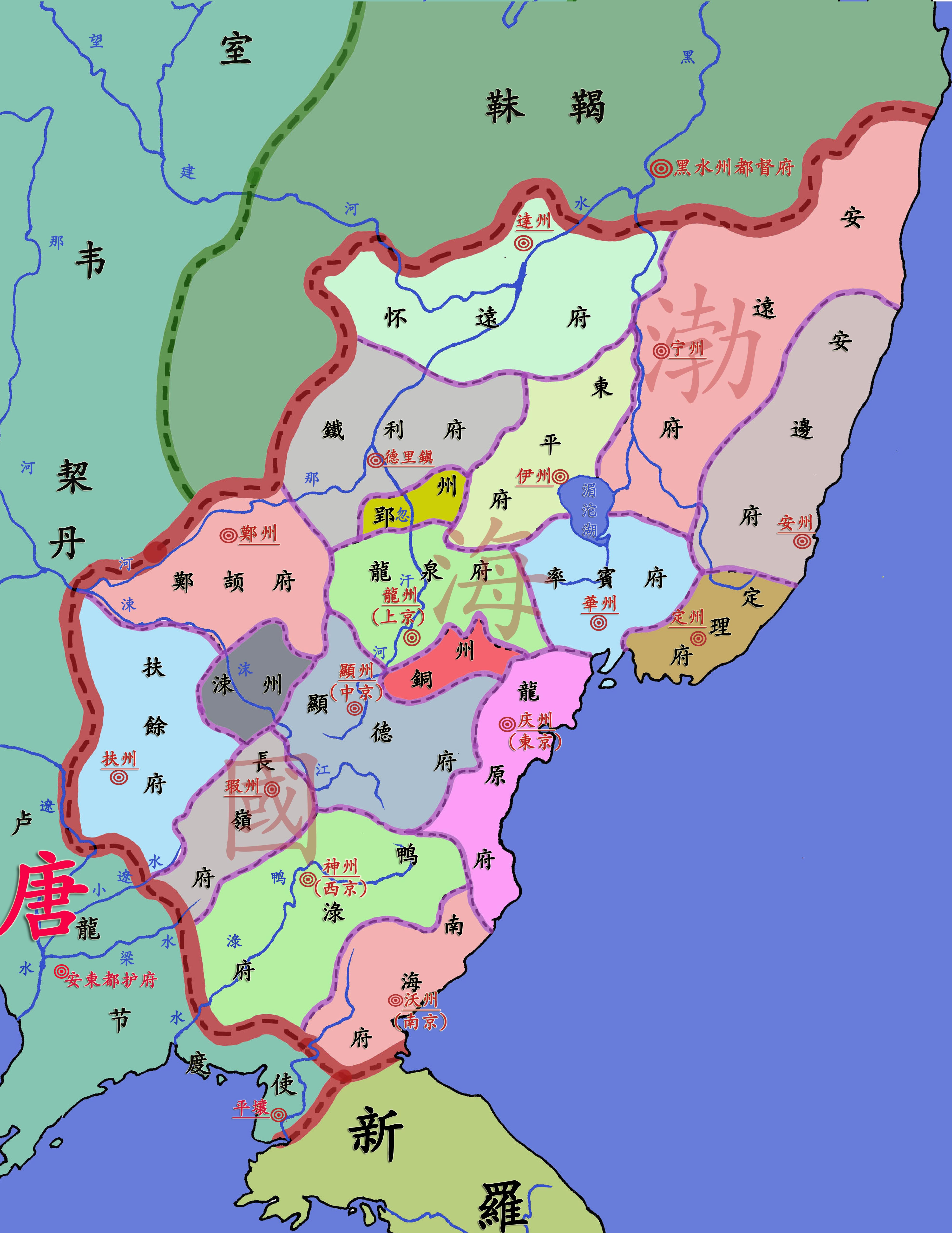
黑水都督府行政區劃